# لافت
لافت قرية في منطقة ريف الحواء في المنطقة الوسطى من مقاطعة قشم بمحافظة هرمزكان بإيران. في تعداد عام 2006 كان عدد سكانها 3899 نسمة يكونون 765 أسرة. تأسست لافت منذ أكثر من 2000 سنة. تقع على جزيرة قشم في مضيق باب السلام إلى الجنوب الغربي من بندر عباس.

## الوصف
تحيط بلافت أشجار أيكة ساحلية. الميزات المعمارية الأكثر وضوحا في المنازل هي مصدات الرياح مختلفة الحجم. سكان لافت صنعوها لتبريد المنازل في فصل الصيف. شيدت مباني لافت قريبة من بعضها البعض وأزقتها ضيقة.
تشمل المعالم التاريخية في لافت قلعة نادري وهي قلعة مربعة الشكل مع أربعة أبراج وقبتين تشبهان الخزان المائي المدور. بعض المقابر في المقبرة موجودة منذ أكثر من 1000 سنة. يوجد مقامات سيد حسن منصور والشيخ الطوسي والشيخ أندرابي. وراء القلعة حفر 366 بئر لجمع مياه الأمطار وهو يعبر عن عدد أيام السنة الكبيسة في إيران. يعتقد بعض المؤرخين أن هذه الآبار تعود إلى زمن الأخمينيون والساسانيون.
في ميناء لافت هناك رصيف بحري منذ أيام ميديون والأخيمنيون والساسانيون. هذا الرصيف البحري يبلغ طوله حوالي 130 متر وبينما يبلغ عمق قاع البحر الرئيسي 7 أمتار. يبلغ طول جدران الرصيف البحري حوالي 3 أمتار والذي يتكون من الحجارة المشطوفة.
بالقرب لافت محطة كهرباء بسعة 220 كيلو فولت تقع عبر مضيق قشم.

## جزيرة الشيخ أندرابي
على الجانب الآخر من مينائي لافت وبندر خمير توجد جزيرة صغيرة جداتدعى الشيخ أندرابي. يغطي بعض أجزاء هذه الجزيرة الصغيرة المياه عند ارتفاع المد. المسافة بين ميناء لافت وجزيرة الشيخ أندرابي يمكن قطعها بواسطة قارب سريع في أقل من 5 دقائق. على الهامش الشمالي من جزيرة الشيخ أندرابي توجد الكثير من أشجار أيكة ساحلية. على الهامش الجنوبي الشرقي من الجزيرة هناك قبة شهيرة تحظى بشعبية وهي ضريح الشيخ أندرابي أو بصمة قدم الشيخ أندرابي. عند ارتفاع مياه البحر فإن المد يغطي معظم الجزيرة. في الوقت الحاضر لا أحد يعيش هناك والصيادين والبحارة لا يزالون يحترمون هذه الجزيرة.